# Kerbéros (lune)
Pour les articles homonymes, voir Kerberos.
Kerbéros, officiellement (134340) Pluton IV Kerbéros, est un satellite naturel de Pluton découvert en 2011. Sa désignation provisoire était S/2011 (134340) 1.

## Découverte
Kerbéros est découvert le 28 juin 2011 par la Pluto Companion Search Team à l'aide de la caméra à large champ 3 du télescope spatial Hubble, lors d'une tentative de détecter d'éventuels anneaux autour de Pluton. De nouvelles observations sont réalisées les 3 et 18 juillet 2011. L'objet est identifié comme satellite naturel le 20 juillet 2011.
Kerbéros est ultérieurement identifié sur des images d'archives prises par Hubble le 15 février 2006 et le 25 juin 2010. Sa luminosité n'étant qu'un dixième de celle de Nix, il est découvert car l'équipe de recherche utilise des temps d'exposition de huit minutes ; les observations précédentes utilisent des durées plus courtes.

## Dénomination
À la suite de sa découverte autour de la planète naine Pluton, l'objet reçoit la désignation provisoire S/2011 (134340) 1, conformément aux conventions de nommage pour les satellites d'astéroïdes qui s'appliquent également aux satellites de planète naine. Le « S/ » initial indique qu'il s'agit d'un satellite, suivi de la date de découverte, 2011, de la numérotation de Pluton, (134340), et enfin de l'index de la découverte en 2011, 1. En résumé, cela signifie : premier satellite découvert autour de (134340) Pluton en 2011. L'objet est également nommé simplement P4 ou aussi parfois informellement et à tort S/2011 P 1.
L'Union astronomique internationale (UAI) a comme convention de nommer les lunes de Pluton d'après des noms issus des mythologies grecque et romaine liés aux contes antiques sur Hadès et le royaume des morts. Le 11 février 2013, Mark Showalter et l'institut SETI lancent la campagne Pluto Rocks! qui permet aux internautes de voter pour les noms qu'ils préfèrent voir attribués à P4 et P5 (autre satellite de Pluton). Le site permet aussi de proposer des noms tant qu'ils respectent les règles de l'Union astronomique internationale. Tout au long des deux semaines que dure la campagne, vingt-et-un noms sont soumis au vote des internautes.
Après l'annonce initiale, l'acteur William Shatner, qui a joué James T. Kirk dans la série Star Trek, propose les noms « Vulcan » et « Romulus », faisant référence au dieu Vulcain (neveu de Pluton) et au fondateur mythique de Rome, Romulus, mais faisant allusion aux planètes fictives Vulcan et Romulus de Star Trek,. « Romulus » n'est pas pris en compte car il existe déjà un satellite portant ce nom, mais « Vulcan » remporte le sondage après que Shatner a twitté à ce sujet, « Cerberus » (le chien gardant le royaume d'Hadès) étant second et « Styx » (une rivière des Enfers) étant troisième. Les noms gagnants sont soumis à l'Union astronomique internationale.
Des problèmes sont observés avec ces noms. « Vulcan » a déjà été utilisé en astronomie pour Vulcain, une hypothétique planète plus proche du Soleil que Mercure et qui a donné leur nom aux vulcanoïdes, une classe d'astéroïdes,. « Cerberus » est déjà utilisé pour un autre astéroïde, (1865) Cerbère, mais Showalter estime que la forme grecque du nom, Kerbéros, est acceptable par l'UAI.
Ce sondage sur internet n'est pas contraignant : la décision finale revient à l'Union astronomique internationale. Le 2 juillet 2013, l'UAI annonce qu'elle a officiellement approuvé les noms Kerbéros pour P4 et Styx pour P5,. Le nom Kerbéros est parfois francisé en « Cerbère » malgré la confusion que cela peut engendrer avec l'astéroïde (1865) Cerbère, alors que la forme grecque du nom avait volontairement été choisie pour éviter cette confusion. La forme « Kerbéros » est donc à privilégier.

### Récapitulatif des noms officiels
- 28 juin 2011 – 10 septembre 2011 : découverte, pas encore de nom officiel ;
- 10 septembre 2011 – 2 juillet 2013 : S/2011 (134340) 1 par l'IAUC 9221[14] ;
- Depuis le 2 juillet 2013 : (134340) Pluton IV (Kerbéros) ((134340) Pluto IV Kerberos en anglais)

## Caractéristiques

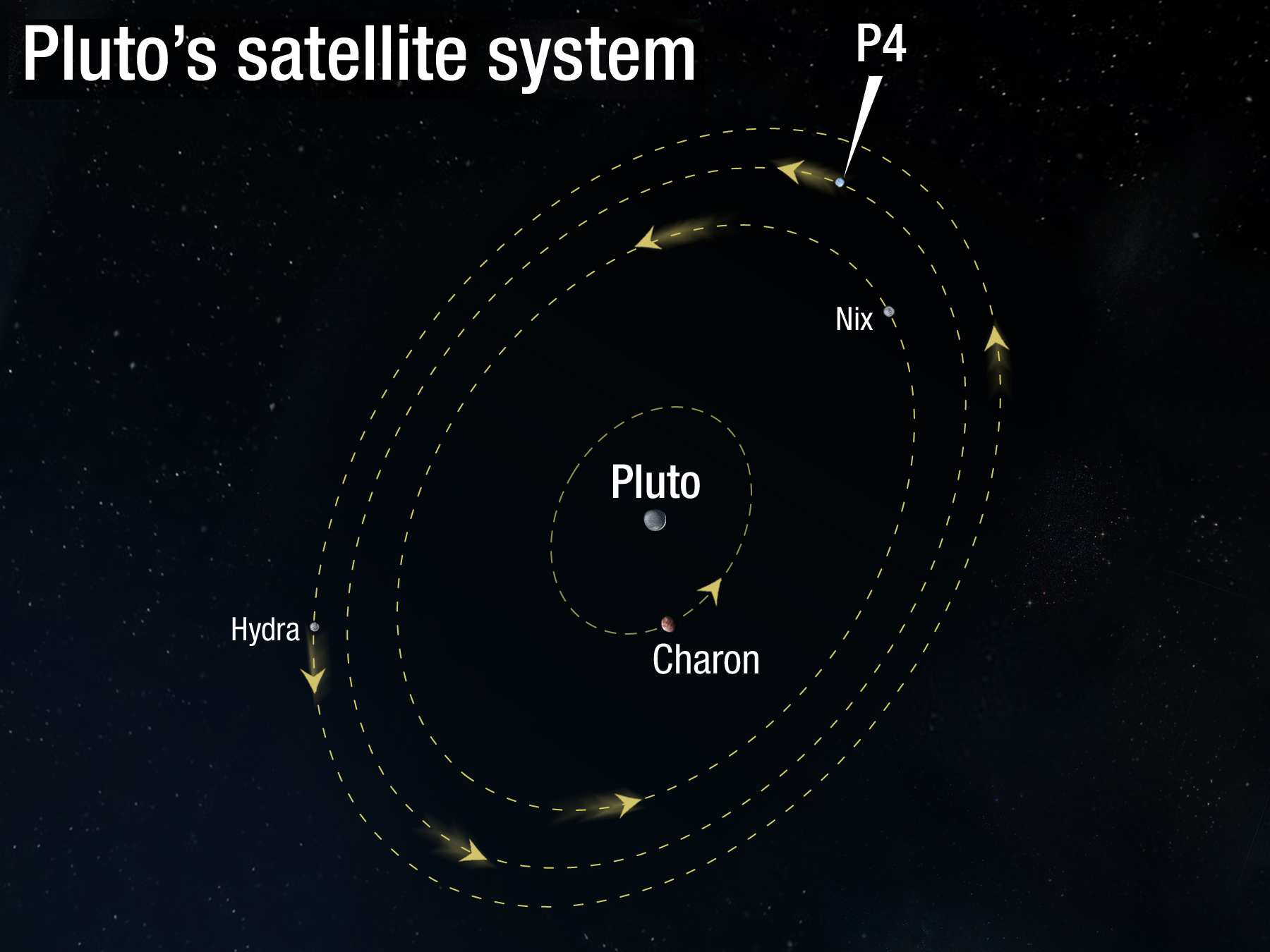
Schéma des orbites du système plutonien. Kerbéros orbite entre les lunes Nix et Hydre.

La luminosité de Kerbéros n'est que 10 % de celle de Nix, avec une magnitude apparente de 26,1 ± 0,3. Son albédo est d'environ 0,50, Kerbéros mesurerait environ 13 km de diamètre, c'est le plus petit satellite de Pluton connu.
Kerbéros a une forme en double lobe et mesure environ 19 km sur sa plus grande dimension pour 9 km sur sa plus courte. Le grand lobe mesure environ 8 km, tandis que le plus petit mesure environ 5 km; cette forme en double lobe est probablement la résultante de deux objets plus petits ayant fusionné. Kerbéros ainsi que les autres lunes de Pluton pourraient avoir été formés par la coalescence de débris autour de Pluton.

## Orbite
Kerbéros orbite en 32 jours selon une orbite circulaire équatoriale à environ 59 000 km de Pluton, entre Nix et Hydre.